# Gulóza
Gulóza je monosacharid patřící mezi aldózy a hexózy. V přírodě je vzácný, byl však nalezen u některých archeí, bakterií a eukaryot. Má sladkou chuť a rozpouští se ve vodě a v methanolu. Jeho enantiomery, D- i L-, nejsou zkvasitelné.
Gulóza je C3 epimer galaktózy a C5 epimer manózy.